# Żelazki (Gołdap)
Żelazki (deutsch Szielasken, 1936 bis 1938 Schielasken, 1938 bis 1945 Hallenfelde) ist ein Dorf in der polnischen Woiwodschaft Ermland-Masuren und gehört zur Stadt- und Landgemeinde Gołdap (Goldap) im Kreis Gołdap.

## Geographische Lage
Żelazki liegt im Nordosten der Woiwodschaft Ermland-Masuren, 15 Kilometer südöstlich der Kreisstadt Gołdap (Goldap) und unmittelbar an der Woiwodschaftsgrenze zwischen Ermland-Masuren und Podlachien. Die einstige Staatsgrenze zwischen dem Deutschen Reich und Polen lag wenige Kilometer weiter östlich-südöstlich.

## Geschichte
Das seinerzeit Selasken genannte kleine Dorf erfuhr im Jahre 1561 seine Gründung. Im Jahre 1874 wurde die Landgemeinde Szielasken in den neu errichteten Amtsbezirk Gurnen (polnisch: Górne) eingegliedert, der bis 1945 bestand und zum Kreis Goldap im Regierungsbezirk Gumbinnen der preußischen Provinz Ostpreußen gehörte. 502 Einwohner waren im Jahre 1910 in Szielasken gemeldet.
Am 30. September 1928 vergrößerte sich Szielasken um das Gutsdorf Babken (polnisch: Babki), das – ohne das ursprünglich dazugehörige Vorwerk Scheelhof (polnisch: Siedlisko, nicht mehr existent) eingemeindet wurde. Am 1. Mai 1937 kam es zur Grenzbegradigung zwischen den Gemeinden Schielasken (so hieß der Ort zwischen 1936 und 1938) und Gurnen, wobei der Grenzverlauf jetzt dem Verlauf des begradigten Flüsschens Jarke (polnisch: Jarka) entsprach.
Die Zahl der Einwohner belief sich im Jahre 1933 auf 572 und betrug 1939 noch 504.
Am 3. Juni – offiziell bestätigt am 16. Juli – 1938 erhielt Schielasken im Zuge der nationalsozialistischen Umbenennungsaktion den Namen „Hallenfelde“. In Kriegsfolge kam der Ort 1945 mit dem südlichen Ostpreußen zu Polen und heißt seither „Żelazki“. Heute ist das Dorf mit seinen 120 Einwohnern eine Ortschaft im Verbund der Stadt- und Landgemeinde Gołdap im Powiat Gołdapski. War er noch bis 1998 in die Woiwodschaft Suwałki eingegliedert, so gehört er seitdem zur damals neu gebildeten Woiwodschaft Ermland-Masuren.

## Kirche
Die Bevölkerung Szielaskens resp. Hallenfeldes war vor 1945 überwiegend evangelischer Konfession und in das Kirchspiel der Kirche Gurnen (polnisch: Górne) eingepfarrt. Das Dorf gehörte somit zum Kirchenkreis Goldap in der Kirchenprovinz Ostpreußen der Kirche der Altpreußischen Union. Nach 1945 gehörten die evangelischen Kirchenglieder in Żelazki zur Kirchengemeinde in Gołdap, einer  Filialgemeinde der Pfarrei Suwałki in der Diözese Masuren der Evangelisch-Augsburgischen Kirche in Polen.
Die vor 1945 wenigen Katholiken hatten ihre Pfarrkirche in Goldap, die dem Bistum Ermland zugehörte. Seit 1945 gehören die mehrheitlich katholischen Einwohner Żelazkis zur neu errichteten Pfarrei in Górne, eingegliedert in das Dekanat Gołdap im Bistum Ełk (Lyck) der Katholischen Kirche in Polen.

## Verkehr
Żelazki liegt ein wenig abseits und ist nur über eine untergeordnete Nebenstraße, die bei Dzięgiele (Dzingellen, 1938 bis 1945 Widmannsdorf) von der polnischen Landesstraße DK 65 (einstige deutsche Reichsstraße 132) abzweigt und nach Mieruniszki (Mierunsken, 1938 bis 1945 Merunen) in der Woiwodschaft Podlachien führt, zu erreichen.
Eine Bahnanbindung besteht nicht mehr, seitdem im Jahre 1993 der Personenverkehr auf der Bahnstrecke Ełk–Tschernjachowsk (Lyck–Insterburg) mit der nächstgelegenen Station Pogorzel (Hegelingen, bis 1906 Pogorzellen) eingestellt wurde.